# Femeia de alături
Femeia de alături (în franceză La Femme d'à côté) este un film francez de dramă romantică din 1981 regizat de François Truffaut. Amintind de legenda medievală a lui Tristan și Isolda, dar plasat în rândul tinerilor din clasa de mijloc dintr-un oraș de provincie, filmul spune povestea unei idile fatale între un soț iubitor (Gérard Depardieu) și femeia atrăgătoare (Fanny Ardant) care se mută alături. Ultimul dintre filmele serioase ale lui Truffaut, fiind urmat de mai lejerul De-ar veni odată duminica!, a fost al 39-lea film cu cele mai mari încasări ale anului, cu un total de 1.087.600 de intrări în Franța.

## Rezumat
Bernard trăiește fericit împreună cu soția sa, Arlette, și cu fiul său mai mic, Thomas, într-un sat de lângă Grenoble. Într-o zi, un cuplu căsătorit, Philippe și Mathilde, se mută în casa de alături. Bernard și Mathilde sunt șocați să se întâlnească, deoarece cu ani înainte, când erau amândoi singuri, au avut o aventură furtunoasă care s-a terminat dureros. La început, Bernard o evită pe Mathilde, până când o întâlnire întâmplătoare într-un supermarket trezește pasiuni demult îngropate și, în curând, deși sunt în mod deschis buni vecini, în secret, cei doi au o aventură. Deși amândoi consideră insuportabilă tensiunea de a duce o viață normală de familie și de muncă, Bernard este cel care cedează primul. După ce și-a dezvăluit în public pasiunea violentă pentru Mathilde la o petrecere în grădină, el se ține departe de ea, iar cei doi încearcă să-și continue viața. Dar Mathilde, respinsă, cedează și, după ce se prăbușește în public la clubul de tenis, este internată în spital din cauza depresiei. Când este externată, constată că, pentru a se îndepărta de Bernard, soțul ei i-a mutat din sat. Într-o noapte, Bernard este trezit de zgomotul unui oblon care bate în casa goală de alături și se trezește să investigheze. În casă, el o zărește pe Mathilde în întuneric. După ce au făcut dragoste pe podeaua goală, scoțând un pistol din geantă, Mathilde îl împușcă mai întâi pe el și apoi pe ea însăși.

## Distribuția
- Gérard Depardieu – Bernard Coudray
- Fanny Ardant – Mathilde Bauchard
- Henri Garcin – Philippe Bauchard
- Michèle Baumgartner – Arlette Coudray
- Roger Van Hool – Roland Duguet
- Véronique Silver – doamna Odile Jouve
- Philippe Morier-Genoud – doctorul
- Olivier Becquaert – Thomas Coudray[8]